# Савельева, Людмила Михайловна
Людми́ла Миха́йловна Саве́льева (род. 24 января 1942, Ленинград, РСФСР, СССР) — советская и российская актриса театра и кино. Народная артистка РСФСР (1985).

## Биография
Людмила Савельева родилась 24 января 1942 года в блокадном Ленинграде (ныне — Санкт-Петербург), в пик голода.
В возрасте одиннадцати лет начала заниматься балетом.
В 1961 году окончила Ленинградское академическое хореографическое училище имени А. Я. Вагановой.
С 1962 года — артистка балета Ленинградского академического театра оперы и балета имени С. М. Кирова (ныне — Государственный академический Мариинский театр).
С 1967 года — актриса Театра-студии киноактёра в Москве.
Дебютировала в кино в 1964 году в партии нереиды в фильме-балете «Спящая красавица» (экранизации одноимённого балета П. И. Чайковского).
Первая большая роль — Наташа Ростова в фильме Сергея Бондарчука «Война и мир» (1965) — принесла актрисе всемирную славу. Во Франции девочек стали называть в честь героини романа Льва Толстого, а Япония объявила 1972 год «Годом Людмилы Савельевой».
С середины 1980-х годов снялась в небольших ролях в нескольких художественных фильмах режиссёра Сергея Соловьёва — «Чужая белая и рябой» (1986), «Чёрная роза — эмблема печали, красная роза — эмблема любви» (1989), «Нежный возраст» (2000), «Анна Каренина» (2009).

### Семья
Первый муж (ок. 1962–1966 гг.) - Алексей Носков (1942-2009), однокурсник по балетному училищу, а потом — солист Ленинградского Малого театра оперы и балета.
Второй муж (с 1967 года) — Александр Збруев (род. 31 марта 1938), актёр театра, кино и телевидения, один из ведущих артистов Московского государственного театра «Ленком Марка Захарова» (с 1961). Народный артист РСФСР (1989).
Дочь — Наталья Збруева (род. 20 ноября 1967). В школьном возрасте снялась в роли одноклассницы Васи Лопотухина Малаховой в комедийно-фантастическом телефильме «Если верить Лопотухину…» (1983) режиссёра Михаила Козакова.

## Фильмография
- 1964 — Спящая красавица — нереида
- 1965 — Война и мир — Наташа Ростова, графиня, дочь Ильи и Натальи Ростовых
- 1970 — Подсолнухи — Маша
- 1970 — Бег — Серафима Владимировна Корзухина, жена товарища министра торговли
- 1970 — Чайка — Нина Михайловна Заречная, дочь богатого помещика
- 1973 — Всадник без головы — Луиза Пойндекстер
- 1977 — Юлия Вревская — Юлия Петровна Вревская, баронесса
- 1981 — Шляпа — Мила
- 1981 — С вечера до полудня — Нина Жаркова, дочь писателя Андрея Константиновича Жаркова
- 1983 — Шёл четвёртый год войны — Надежда Мороз, капитан СМЕРШа, радист
- 1984 — Нам не дано предугадать — Ольга Николаевна Мичурина
- 1984 — Успех — Инна, бывшая жена Геннадия Фетисова
- 1986 — Чужая белая и рябой — Ксения Николаевна Старцева, бывшая актриса
- 1989 — Чёрная роза — эмблема печали, красная роза — эмблема любви — мать Александры
- 2000 — Нежный возраст — бабушка Ивана Громова («Ночная ведьма»)
- 2001 — Часы без стрелок — дама
- 2006 — Седьмое небо — Маргарита, мать Егора Шубина
- 2009 — Анна Каренина — княгиня Щербацкая

## Признание заслуг

### Государственные награды СССР
- 1967 — орден Трудового Красного Знамени.

#### Государственные награды РСФСР
- 1969 — почётное звание «Заслуженный артист РСФСР».
- 1985 — почётное звание «Народный артист РСФСР» (12 июня 1985 года).

### Государственные награды Российской Федерации
- 2012 — Благодарность Президента Российской Федерации В. В. Путина (21 августа 2012 года) — за заслуги в развитии отечественной культуры и многолетнюю плодотворную деятельность[5].

### Общественные награды
- 1965 — диплом на IV Московском международном кинофестивале (ММКФ) — за исполнение роли Наташи Ростовой в сериях № 1 «Андрей Болконский» и № 2 «Наташа Ростова» в советском историческом художественном фильме «Война и мир» (1965) режиссёра Сергея Бондарчука[6].
- 1965 — специальный приз за лучший дебют и приз зрительских симпатий на IV Московском международном кинофестивале (ММКФ) — за исполнение роли Наташи Ростовой в советском историческом художественном фильме «Война и мир» (1965) режиссёра Сергея Бондарчука[2][7].
- 1966 — признана лучшей актрисой 1966 года по результатам опроса читателей журнала «Советский экран» — за исполнение роли Наташи Ростовой в советском историческом художественном фильме «Война и мир» режиссёра Сергея Бондарчука[2].
- 1969 — в Лос-Анджелесе (штат Калифорния, США) актриса в качестве представительницы Советского Союза получила премию «Оскар» за киноэпопею «Война и мир», признанную лучшим фильмом на иностранном языке.
- 1973 — приз «Серебряный Хьюго» за мастерство актёрского ансамбля на Международном кинофестивале в Чикаго (штат Иллинойс, США) — за исполнение роли Нины Михайловны Заречной в советском драматическом художественном фильме «Чайка» (1970) режиссёра Юлия Карасика[7].
- 1973 — приз за лучшее исполнение роли на Международном кинофестивале в Сорренто (Италия) — за исполнение ролей Наташи Ростовой в советском историческом художественном фильме «Война и мир» (1965) режиссёра Сергея Бондарчука и Маши в итало-франко-советском художественном фильме «Подсолнухи» (1970) режиссёра Витторио де Сика[7].
- 1977 — звание «Почётный гражданин города Ловеча» (Болгария)[1].
- 1978 — гран-при за лучшую женскую роль на Международном кинофестивале в Варне (Болгария) — за исполнение роли баронессы Юлии Петровны Вревской в советско-болгарском биографическом художественном фильме «Юлия Вревская» (1977) режиссёра Николы Корабова[1][7].
- 2001 — приз имени Веры Холодной «Самая обворожительная» на XI ежегодном открытом кинофестивале имени Веры Холодной «Женщины кино» в Москве (18 марта 2001 года)[7][8].